# Pherolepis
Pherolepis is een geslacht van wantsen uit de familie van de Miridae (Blindwantsen). Het geslacht werd voor het eerst wetenschappelijk beschreven door Kulik in 1968.

## Soorten
Het genus bevat de volgende soorten:

- Pherolepis aenescens (Reuter, 1901)
- Pherolepis amplus (Kulik, 1968)
- Pherolepis fasciatus (Kerzhner, 1970)
- Pherolepis hizenicus (Yasunaga, Duwal & Nakatani, 2020)
- Pherolepis kiritshenkoi (Kerzhner, 1970)
- Pherolepis longipilus (X. Zhang & G. Q Liu, 2009)
- Pherolepis nigrinus (X. Zhang & G. Q Liu, 2009)
- Pherolepis robustus (X. Zhang & G. Q Liu, 2009)